# バルセロナ万国博覧会 (1929年)

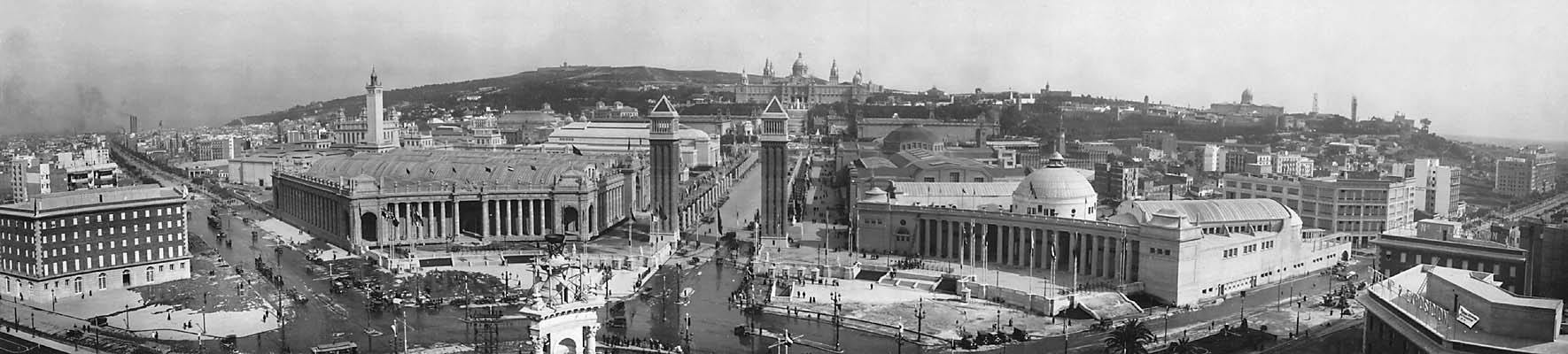
1929年バルセロナ万博会場

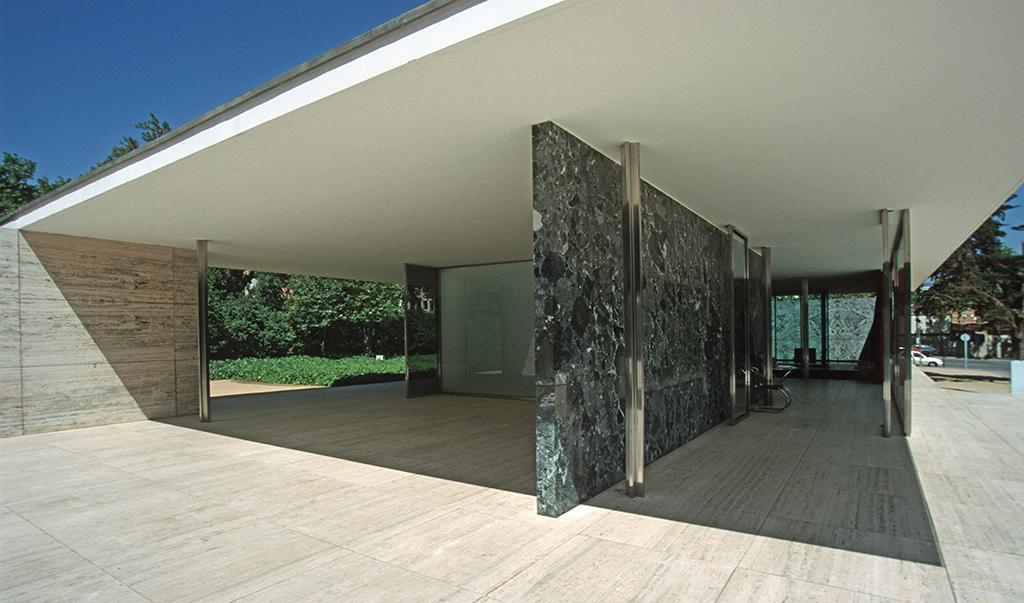
ミース・ファン・デル・ローエ設計のドイツ館（「バルセロナ・パビリオン」）

1929年のバルセロナ万国博覧会（バルセロナばんこくはくらんかい, Exposicion International de Barcelona, Expo 1929）は、1929年5月20日から1930年1月15日まで開催された国際博覧会である。
会場はモンジュイックの丘である（後に1992年のバルセロナオリンピックのメイン会場ともなった）。「産業、芸術、スポーツ」をテーマに掲げ、29カ国が参加。580万人が来場した。

## 施設
会場整備の総指揮者には政治家でもあった建築家ジュゼップ・プッチ・イ・カダファルク（Josep Puig i Cadafalch）が選ばれた。スペイン（エスパーニャ）広場を起点とする軸線の両側に15の展示館、競技場、スペイン村などの施設が建てられた。当時はアール・ヌーヴォー（カタルニア・モデルニスモ）が衰え、国際的なモダニズム建築が台頭し始めた時期であるが、主要な施設は古典主義様式により建設された。建築史上に残るのはミース・ファン・デル・ローエの設計したドイツ館で、石・ガラス・鉄・水面で構成されたモダニズムの空間造形となった（バルセロナ・パビリオン）。

### 現状
会場跡は今も博覧会当時の様子をよく伝えている。
- 政府館（国民宮殿） - 博覧会のメイン施設で、現在はカタルーニャ美術館。
- スペイン広場周辺の展示館 - 現在は見本市会場。
- 競技場 - 正面部分は当時のままであるが、5万人規模のスタジアムに改装され、1992年のオリンピックにも使用された。
- 美術展示場 - 現在はカタルーニャ考古学博物館。
- スペイン村 - 国内各地の名建築を再現した建築博物館。（en）
- ドイツ館 - 1986年、同じ場所に再現され、ミースの記念館になっている。